# بوسطن (جورجيا)
بوسطن (بالإنجليزية: Boston, Georgia)‏ هي مدينة تقع في مقاطعة توماس بولاية جورجيا في الولايات المتحدة. تبلغ مساحة هذه المدينة 5.8 (كم²)، وترتفع عن سطح البحر 63 م، بلغ عدد سكانها 1315 نسمة في عام 2010 حسب إحصاء مكتب تعداد الولايات المتحدة.

## أعلام
- جيسي سمول
- بوبي والدن

## وصلات خارجية
- http://www.bostonga.com/
- Cities & Counties - Georgia.gov